# Vallouise-Pelvoux
Vallouise-Pelvoux is een gemeente in het Franse departement Hautes-Alpes (regio Provence-Alpes-Côte d'Azur). De plaats maakt deel uit van het arrondissement Briançon. Vallouise-Pelvoux is op 1 januari 2017 ontstaan door de fusie van de gemeenten Pelvoux en Vallouise. De gemeente telde 1.133 inwoners op 1 januari 2022.

## Geografie
De oppervlakte van Vallouise-Pelvoux bedroeg op 1 januari 2022 144,81 vierkante kilometer; de bevolkingsdichtheid was toen 7,8 inwoners per km².
De onderstaande kaart toont de ligging van Saint-Chaffrey met de belangrijkste infrastructuur en aangrenzende gemeenten.

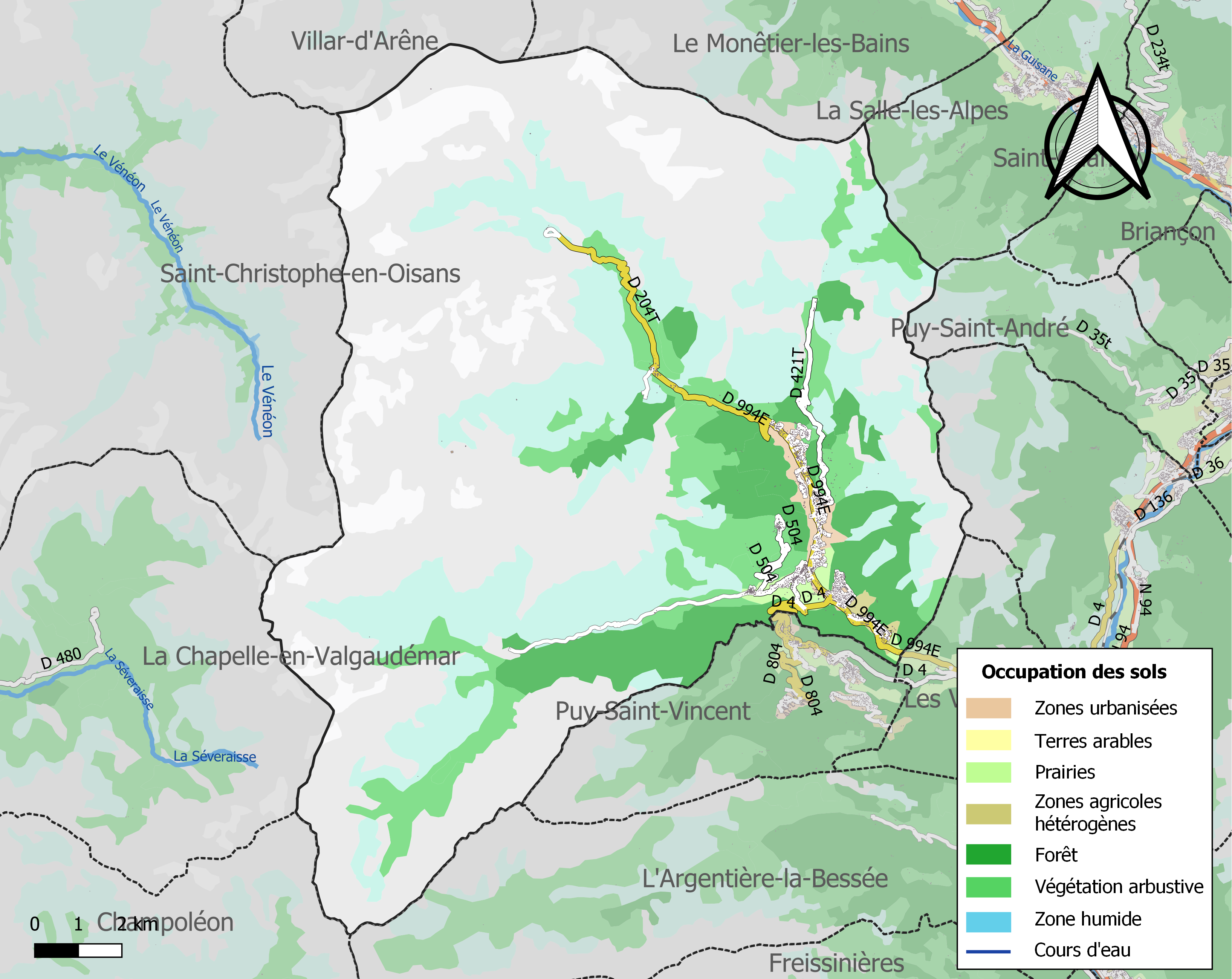